# 瞿績凝
瞿績凝，浙江省蕭山縣（今屬杭州市蕭山區）人，寄籍順天府宛平縣（今北京市）。清朝政治人物，同進士出身。

## 生平
瞿績凝爲道光二十四年（1844年）甲辰恩科順天鄉試舉人，道光二十七年（1847年）中式丁未科三甲進士。歷官福建汀州府歸化縣知縣。